# Laslo Đere
Laslo Djere (2 de junho de 1995) é um jogador de tênis profissional sérvio. Em 10 de junho de 2019, Djere alcançou sua classificação de torneios individuais mais alta na carreira de número 27 do mundo. Em 22 de Março de 2021, ele alcançou seu recorde de carreira no número 346 do mundo no ranking em duplas. Ele é atualmente o jogador sérvio número 5.
Ele ganhou dois títulos de torneio individual do ATP Tour, um evento ATP 500 Series no Rio em 2019, após o qual chegou ao top 30, e o primeiro Forte Village Sardegna Open em 2020, um evento ATP 250. Ele estreou no ATP Tour no ATP de Bangkok de 2013. Sua primeira tentativa de qualificação para jogar na chave principal de qualquer Grand Slam foi no Torneio de Roland Garros de 2015, mas sua primeira tentativa bem-sucedida e estreia principal aconteceu no Torneio de Roland Garros de 2016 . No US Open de 2018, ele registrou sua primeira vitória no Grand Slam, derrotando Leonardo Mayer na primeira rodada.

## Vida pessoal
Laslo Djere nasceu em 2 de junho de 1995, filho de Hajnalka e Csaba (ou Čaba) Đere, em Senta, na época parte da República Federal da Iugoslávia. Seus pais eram húngaros. Ambos os seus pais faleceram de cancro. Ele é membro da comunidade húngara na Sérvia. Djere começou a jogar tênis aos 5 anos com seu pai. Ele também tem uma irmã chamada Judit. Sua arena favorita é de saibro. Seus ídolos quando criança eram Andy Roddick, Lleyton Hewitt e Novak Djokovic. Ele é um torcedor do Chicago Bulls (NBA) e do Seattle Seahawks (NFL).

## Carreira júnior
No circuito júnior, Djere conquistou cinco títulos simples em 10 finais, enquanto nas duplas garantiu dois títulos em outras várias finais. Em dezembro de 2012, ele chegou às finais em torneios consecutivos no Eddie Herr e Orange Bowl, perdendo o primeiro (evento de grau 1) por 6–0, 4–6, 5–7 para Cristian Garín, apesar de liderar por 6–0, 4–1, mas vencendo o último evento de maior prestígio (grau A) sobre Elias Ymer por 6–4, 6–4. Isto aconteceu após o recente falecimento de sua mãe. Em maio de 2013, ele jogou na final de outro evento de Grau A, o Trofeo Bonfiglio, mas perdeu para Alexander Zverev por 6–7(5), 7–5, 5–7. No entanto, ele alcançou a melhor classificação combinada de sua carreira, a 3ª posição, em 27 de maio de 2013.

## Tour profissional

### 2013–2016

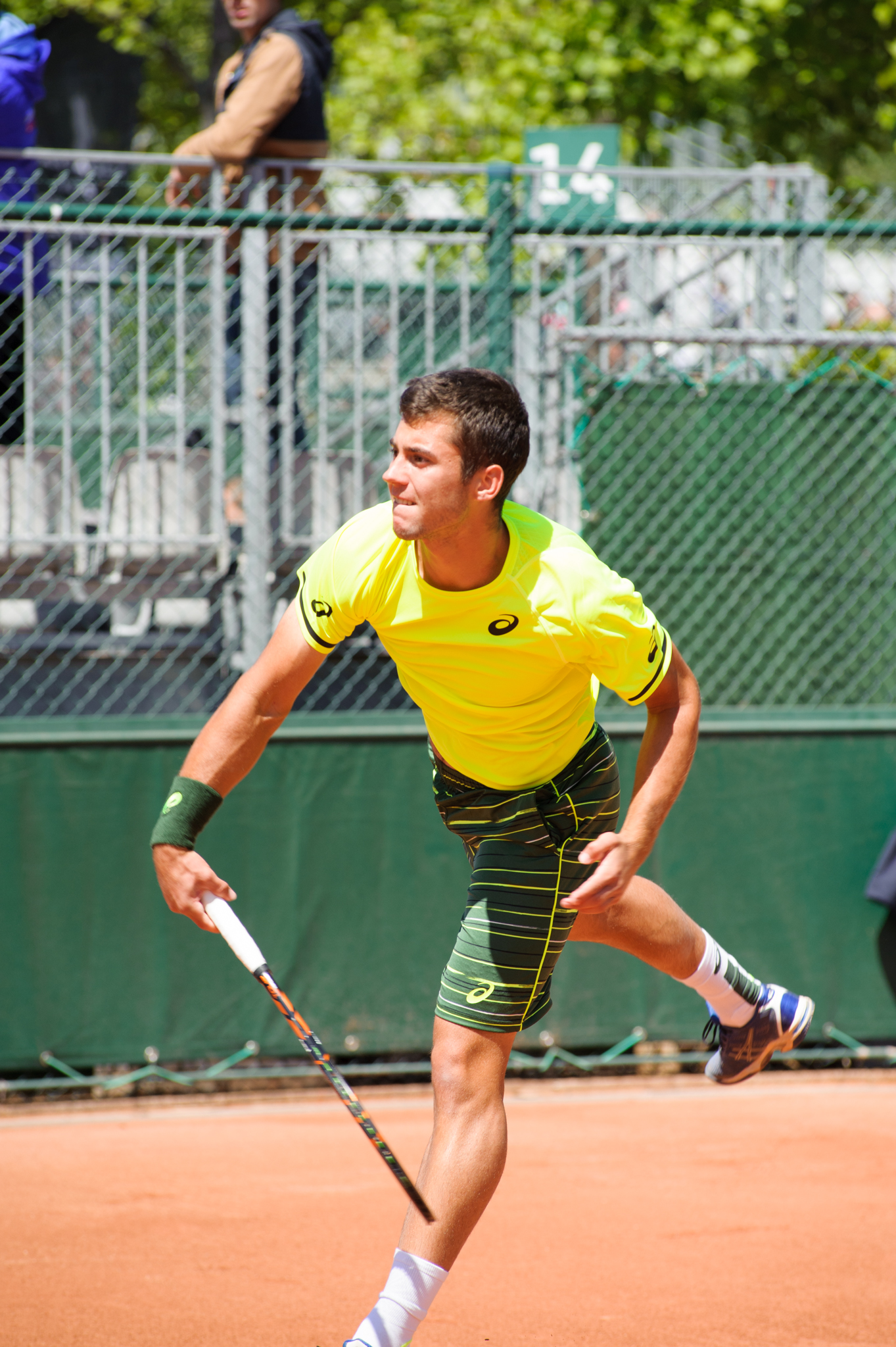
Djere na qualificação para o Aberto da França de 2015

Djere começou a temporada de 2013 jogando principalmente no Futures. Em julho de 2013, ele venceu o Serbia F6 Futures em Kikinda, derrotando Teodor-Dacian Crăciun na final. Um mês depois, ele ganhou outro Futures na Sérvia F7 em Zlatibor.
Em 2014, Djere jogou apenas no Futures, além de duas tentativas malsucedidas no Challengers. No Prosperita Open em Ostrava, ele perdeu na terceira rodada da qualificação, perdendo para Marek Michalička . Em maio, ele venceu o Croatia F8 Futures em Bol, derrotando Mike Urbanija na final. Uma semana depois, ele venceu outro Futures na Bósnia e Herzegovina (F2) em Prijedor . No Vicenza International, ele perdeu na terceira rodada da qualificação, perdendo para Zhang Ze . Em setembro, ele venceu o Serbia F13 Futures em Niš . Seu último torneio da temporada de 2014 foi em dezembro, no Senegal F2 Futures em Dakar, onde obteve sucesso e conquistou o título, vencendo Aldin Šetkić na final.
Djere começou a temporada de 2015 com sucesso, jogando na semifinal do Morocco Tennis Tour – Casablanca, onde Javier Martí o deteve para chegar à sua primeira final do Challenger. No final de janeiro, ele venceu o Egypt F3 Futures no Cairo, derrotando Kamil Majchrzak em dois sets. No Campeonato de Tênis de Dubai, ele fez sua primeira tentativa de jogar em algum evento da ATP 500 Series, mas falhou na segunda rodada de qualificação, perdendo para Lucas Pouille. Em junho de 2015, na final do torneio Challenger Czech Open em Prostějov, ele perdeu para o jogador Jiří Veselý (classificado como número 41 na época), enquanto derrotou outros três jogadores do top 80 em seu caminho para a final, o cabeça de chave número 1 Martin Kližan, o cabeça de chave número 6 Dušan Lajović e o cabeça de chave número 7 João Souza, respectivamente. Após esse resultado, no dia 8 de junho, ele estreou no top 200, alcançando a posição 182. No final do ano, ele jogou as quartas de final no Marrocos Tennis Tour – Mohammedia e a semifinal no Sparkassen ATP Challenger em Ortisei .

### 2017–2018

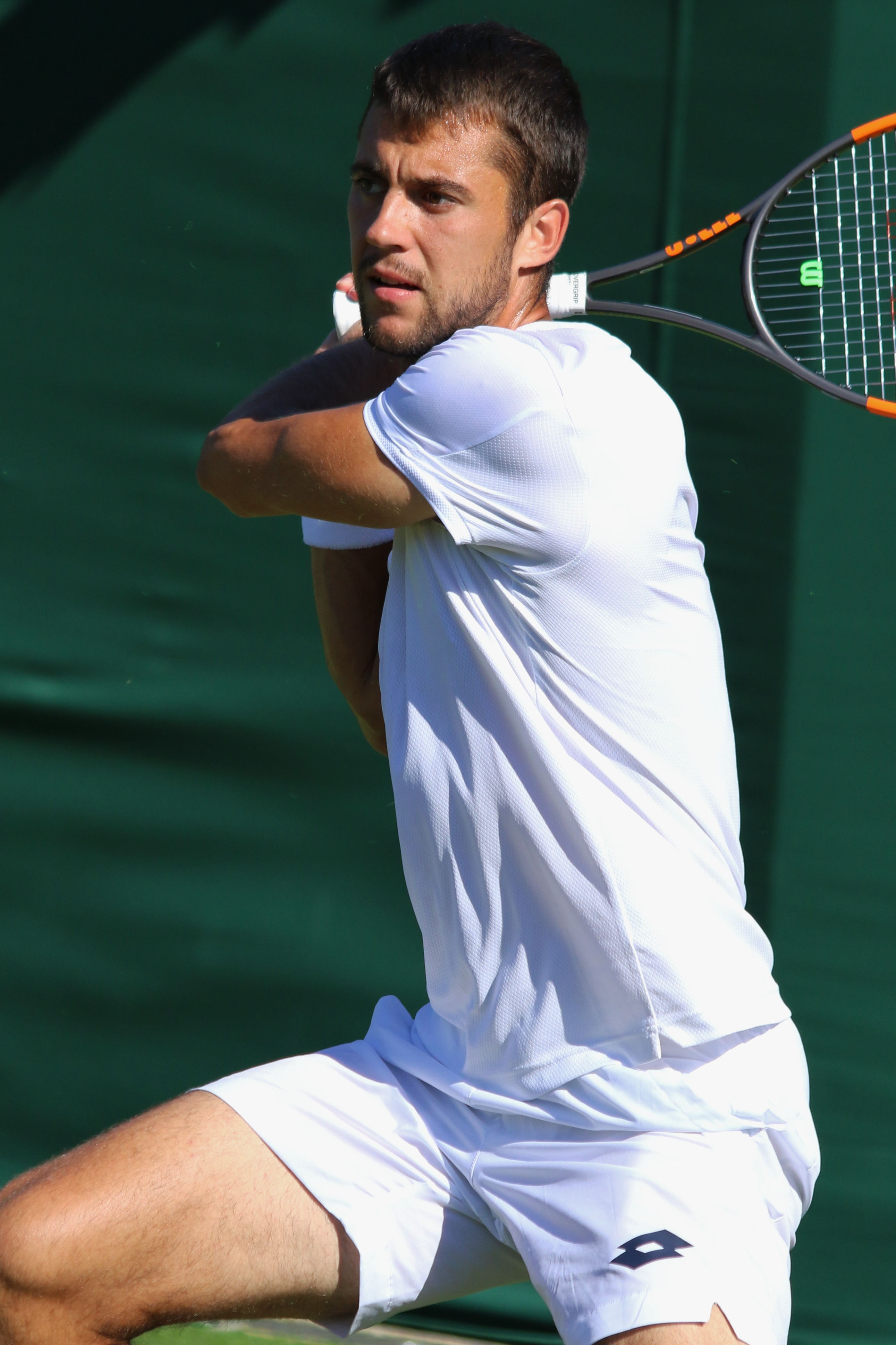
Djere no Campeonato de Wimbledon de 2018

Em janeiro, Djere jogou a qualificação para o Australian Open, mas perdeu na segunda rodada para Ivan Dodig, perdendo a chance de estrear na chave principal. Mais tarde, conquistou o título no Croatia F4 Futures em Opatija, derrotando Zdeněk Kolář na final. Em abril de 2017, Djere registrou sua primeira vitória na chave principal da ATP no Grand Prix Hassan II sobre Martin Kližan, antes de perder para o segundo cabeça de chave Albert Ramos Viñolas .  Em seu próximo torneio, o Aberto da Hungria, ele alcançou sua primeira semifinal da ATP após derrotar nomes como Daniil Medvedev, Viktor Troicki e Fernando Verdasco, antes de ser derrotado por Aljaž Bedene .  Ele seguiu com uma quarta de final no Aberto de Istambul, onde foi derrotado por Troicki.  No Torneio de Roland Garros de 2017, ele perdeu na segunda rodada da qualificação para Oscar Otte . Após os sucessos no nível ATP, ele jogou em challengers durante o verão, vencendo um (Internazionali di Perugia 2017) e chegando a outras três finais, o que lhe permitiu quebrar o top 100 pela primeira vez em 24 de julho de 2017, no número 91. Em setembro, Djere fez sua estreia na Copa Davis pela Sérvia na semifinal de 2017 contra a França, perdendo em dois sets para Jo-Wilfried Tsonga .  Em novembro, ele jogou sua primeira qualificação para o ATP Masters 1000, mas não foi bom o suficiente para vencer Filip Krajinović na segunda rodada e se classificar para a chave principal. Ele terminou o ano na 88° posição.

### 2019

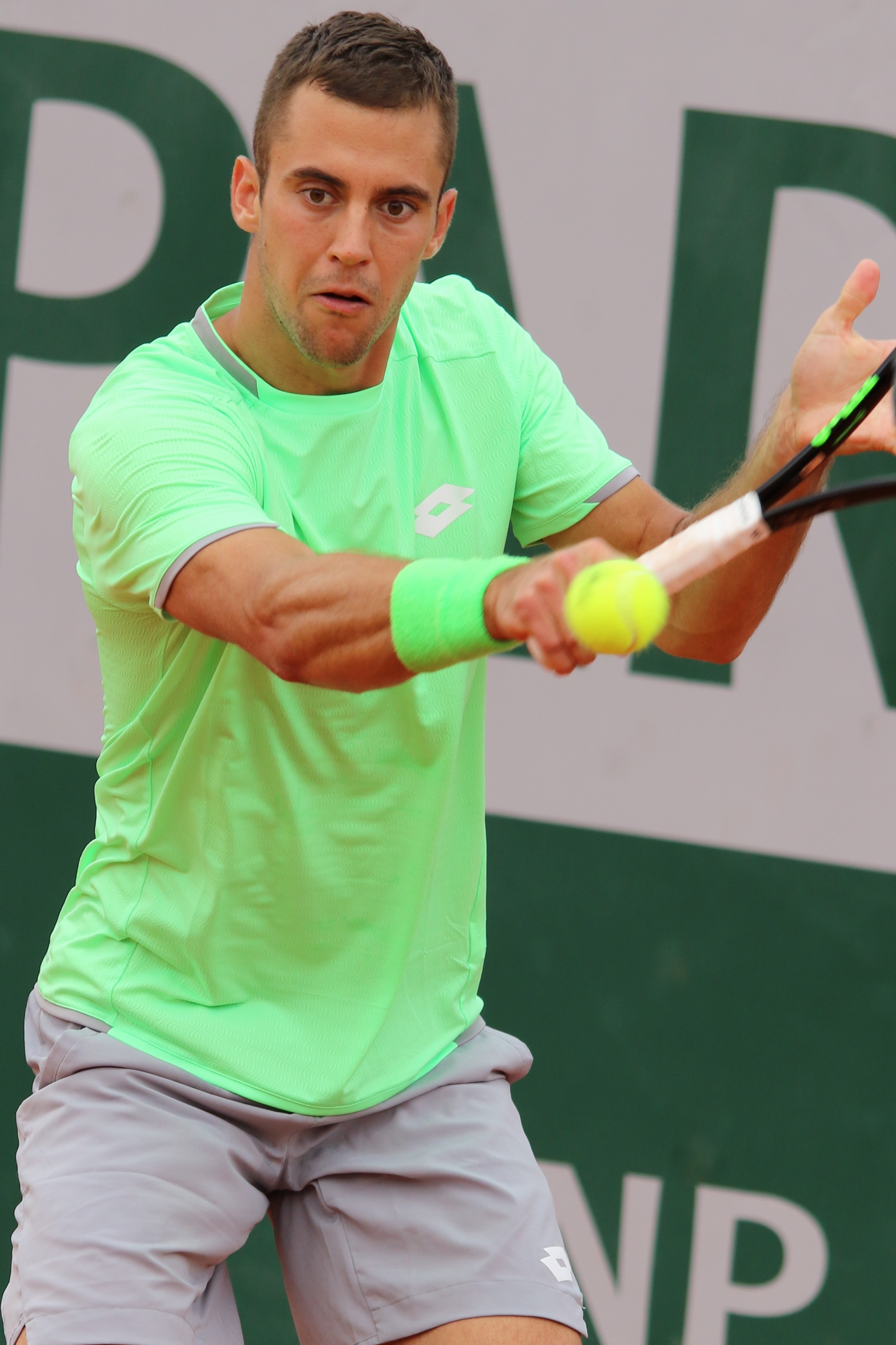
Djere no Torneio de Roland Garros de 2019

Em fevereiro, Djere conquistou seu primeiro título ATP no Rio Open, derrotando Dominic Thiem e conquistando a colocação mais alta de sua carreira, a 37ª posição. Durante a entrega do troféu no Rio, Djere dedicou o título aos seus pais falecidos em um discurso. Este título o ajudou a entrar no top 50 pela primeira vez, subindo para o 37º lugar do mundo. Depois disso, ele chegou à semifinal do Brasil Open de 2019 em São Paulo, perdendo para Guido Pella.
Em seguida, ele participou do ATP de Indian Wells, onde foi cabeça de chave pela primeira vez em sua carreira em um evento ATP, recebendo uma pequeno intervalo na primeira rodada e derrotando Guido Andreozzi para sua primeira vitória no Masters 1000, antes de ser derrotado pelo compatriota Miomir Kecmanović na terceira rodada, sua melhor exibição na carreira em um nível Masters 1000. Uma semifinal no Hungria Open  o levou a atingir o recorde de sua carreira, ocupando a 29º posição mundial.  Em seguida, ele chegou à terceira rodada do Masters de Madrid, onde derrotou Juan Martín del Potro para sua segunda vitória no top 10, antes de perder para Marin Čilić. Vencer apenas uma partida no Masters de Roma (perdeu na segunda rodada para Basilashvili ), somado a algumas desistências, foi o suficiente para o tenista ser classificado para um Grand Slam pela primeira vez em sua carreira.
No Torneio de Roland Garros, ele foi o 31º cabeça-de-chave e obteve seu melhor resultado de Grand Slam até o momento. Ele chegou à terceira rodada, vencendo Albert Ramos Viñolas e Alexei Popyrin, nas duas primeiras, antes de ser derrotado por Kei Nishikori na terceira rodada.

### 2023
Djere começou sua temporada de 2023 no Maharashtra Open. Ele derrotou o quinto cabeça de chave, Alex Molčan, na primeira rodada.  Ele perdeu na segunda rodada para o jogador Maximilian Marterer. No WTA de Auckland, ele derrotou o primeiro cabeça de chave e número 3 do mundo, Casper Ruud, na segunda rodada, para sua terceira vitória no Top 10 de sua carreira e sua primeira vitória no Top 5. Ele foi derrotado nas quartas de final por Constant Lestienne, apesar de ter um match point no segundo set.  No Aberto da Austrália, ele obteve sua primeira vitória neste grande evento ao derrotar o qualificador Zizou Bergs na primeira rodada. Ele perdeu na segunda rodada para o 27º cabeça de chave e número 28 do mundo, Grigor Dimitrov .  
Djere começou sua temporada em quadra de saibro no Masters de Monte Carlo. Ele perdeu na primeira rodada para o 10º competidor, Hubert Hurkacz. Na primeira edição do Srpska Open, ele derrotou o terceiro cabeça de chave, Borna Ćorić, na segunda rodada. Ele caiu na partida das quartas de final para Alex Molčan  Em Madrid, ele perdeu na primeira rodada para o qualificador e eventual semifinalista, Aslan Karatsev.  Alcançando a quarta de finais no Sardenha Open, ele chegou à sua 12ª final do ATP Challenger Tour e a primeira desde julho de 2018, derrotando Ben Shelton, mas perdeu para o sexto finalista Ugo Humbert .
No US Open, como cabeça de chave número 32, Djere chegou à terceira rodada. Na primeira rodada ele venceu Brandon Nakashima, enquanto na segunda, derrotou o francês Hugo Gaston, ambas as vezes em séries diretas. Nas oitavas de final, perdeu para Novak Djokovic em cinco séries, depois de estar dois sets a zero.
Em setembro, durante as finais da Copa Davis em Valência, Djere, jogando simples como número 1 de seu país pela primeira vez, venceu Kwon Soon-woo da Coreia do Sul e deu o importante segundo ponto para sua equipe sérvia na Copa Davis .  No empate contra a Espanha, Djere venceu em dois sets Albert Ramos Viñolas, ajudando a Sérvia a vencer o empate por 3 a 0.

## Estatísticas
| V | F | SF | QF | #R | RR | Q# | P# | NQ | NP | Z# | PO | O | P | B | NTM | NTI | A | NO |

 •  (V) vencedor; (F) finalista; (SF) semifinalista; (QF) quartas de final; (#R) rodada 4, 3, 2, 1; (RR) round-robin; (Q#) rodada qualificatória; (P#) rodada preliminar; (NQ) não qualificado; (NP) não participou; (Z#) grupo zonal da Davis/Fed Cup (com número indicativo) ou (PO) play-off; (O) ouro, (P) prata ou (B) bronze medalha Olímpica/Paralímpica; (NTM) não é torneio Masters; (NTI) não é torneio nível I; (A) adiado; (NO) não ocorreu; (TS) taxa de sucesso (eventos vencidos / participados); (V–P) jogos vencidos-perdidos.
 •  Para evitar confusões e contagem em duplicidade, esses quadros são atualizados após a conclusão de um torneio ou quando a participação de um jogador termina.

### Individuais
| Torneio                  | 2013 | 2014 | 2015 | 2016 | 2017 | 2018 | 2019 | 2020 | 2021 | 2022 | 2023 | 2024 | SR     | W–L   | Win% |
| ------------------------ | ---- | ---- | ---- | ---- | ---- | ---- | ---- | ---- | ---- | ---- | ---- | ---- | ------ | ----- | ---- |
| Grand Slam tournaments   |      |      |      |      |      |      |      |      |      |      |      |      |        |       |      |
| Australian Open          | A    | A    | A    | Q1   | Q2   | 1R   | 1R   | 1R   | 1R   | 1R   | 2R   | 1R   | 0 / 7  | 1–7   | –    |
| French Open              | A    | A    | Q1   | 1R   | Q2   | 1R   | 3R   | 1R   | 3R   | 2R   | 1R   | 1R   | 0 / 8  | 5–8   | –    |
| Wimbledon                | A    | A    | A    | A    | Q1   | 1R   | 2R   | NH   | 2R   | 1R   | 3R   | 1R   | 0 / 6  | 4–6   | –    |
| US Open                  | A    | A    | Q1   | Q2   | A    | 2R   | 1R   | 1R   | 1R   | 1R   | 3R   | 2R   | 0 / 7  | 4–7   | –    |
| Vitória–Derrota          | 0–0  | 0–0  | 0–0  | 0–1  | 0–0  | 1–4  | 3–4  | 0–3  | 3–4  | 1–4  | 5–4  | 1–4  | 0 / 28 | 14–28 | –    |
| Nacional                 |      |      |      |      |      |      |      |      |      |      |      |      |        |       |      |
| Davis Cup                | A    | A    | A    | A    | SF   | 1R   | A    | A    | A    | GS   | SF   |      | 0 / 4  | 5–4   | –    |
| Jogos Olímpicos de Verão | NH   | NH   | NH   | A    | NH   | NH   | NH   | NH   | A    | NH   | NH   | A    | 0 / 0  | 0–0   | –    |
| ATP Masters 1000         |      |      |      |      |      |      |      |      |      |      |      |      |        |       |      |
| Indian Wells Masters     | A    | A    | A    | A    | A    | 1R   | 3R   | NH   | 1R   | 2R   | 1R   | A    | 0 / 5  | 2–5   | –    |
| Miami Open               | A    | A    | A    | A    | A    | A    | A    | NH   | 2R   | 1R   | 2R   | 2R   | 0 / 4  | 3–4   | –    |
| Monte-Carlo Masters      | A    | A    | A    | A    | A    | A    | 1R   | NH   | 1R   | 3R   | 1R   | 1R   | 0 / 5  | 2–5   | –    |
| Madrid Open              | A    | A    | A    | A    | A    | A    | 3R   | NH   | Q1   | A    | 1R   | A    | 0 / 2  | 2–2   | –    |
| Italian Open             | A    | A    | A    | A    | A    | A    | 2R   | A    | 1R   | 2R   | 4R   | A    | 0 / 4  | 5–4   | –    |
| Canadian Open            | A    | A    | A    | A    | A    | A    | 1R   | NH   | A    | A    | A    | A    | 0 / 1  | 0–1   | –    |
| Cincinnati Masters       | A    | A    | A    | A    | A    | A    | 1R   | Q1   | 1R   | A    | Q1   | A    | 0 / 2  | 0–2   | –    |
| Shanghai Masters         | A    | A    | A    | A    | A    | A    | A    | NH   | NH   | NH   | 1R   |      | 0 / 1  | 0–1   | –    |
| Paris Masters            | A    | A    | A    | A    | Q2   | A    | 1R   | 1R   | 1R   | Q2   | 2R   |      | 0 / 4  | 1–4   | –    |
| Vitória–Derrota          | 0–0  | 0–0  | 0–0  | 0–0  | 0–0  | 0–1  | 4–4  | 0–1  | 1–6  | 4–4  | 5–7  | 1–2  | 0 / 28 | 15–28 | –    |

## Finais de carreira da ATP

### Simples: 5 (2 títulos, 3 vice-campeonatos)
| Legenda                |
| ---------------------- |
| Grand Slam (0–0)       |
| Finais ATP (0–0)       |
| ATP Masters 1000 (0–0) |
| Série ATP 500 (1–1)    |
| Série ATP 250 (1–2)    |

| Títulos por superfície |
| ---------------------- |
| Cimento (0–1)          |
| Argila (2–2)           |
| Grama (0–0)            |

| Títulos por configuração |
| ------------------------ |
| Exterior (2–3)           |
| Interior (0–0)           |

| Resultado | E–E | Data | Torneio                              | Nível     | Superfície | Adversário            | Pontuação           |
| --------- | --- | ---- | ------------------------------------ | --------- | ---------- | --------------------- | ------------------- |
| Venceu    | 1–0 |      | Rio Open, Brasil                     | Série 500 | Argila     | Félix Auger-Aliassime | 6–3, 7–5            |
| Venceu    | 2–0 |      | Sardegna Open, Itália                | Série 250 | Argila     | Marco Cecchinato      | 7–6 (7–3), 7–5      |
| Derrota   | 2–1 |      | Sardegna Open, Itália                | Série 250 | Argila     | Lorenzo Sonego        | 6–2, 6–7 (5–7), 4–6 |
| Derrota   | 2–2 |      | Winston-Salem Open, Estados Unidos   | Série 250 | Cimento    | Adrian Mannarino      | 6–7 (1–7), 4–6      |
| Derrota   | 2–3 |      | Aberto Europeu de Hamburgo, Alemanha | Série 500 | Argila     | Alexandre Zverev      | 5–7, 3–6            |

## Representação nacional e internacional

### Copa Davis: 3 (1–2)
| Associação ao grupo      |
| ------------------------ |
| Grupo Mundial (0–2)      |
| Eliminatória do WG (1–0) |
| Grupo I (0–0)            |
| Grupo II (0–0)           |

| Partidas por superfície |
| ----------------------- |
| Difícil (0–0)           |
| Argila (1–2)            |
| Grama (0–0)             |
| Tapete (0–0)            |

| Partidas por tipo |
| ----------------- |
| Solteiros (1–2)   |
| Duplas (0–0)      |

- indica o resultado da partida da Copa Davis seguido do placar, data, local do evento, classificação zonal e sua fase, e superfície da quadra .

| Resultado da borracha | Não. | Borracha | Tipo de correspondência (parceiro, se houver)                                                                             | Nação adversária | Jogador(es) adversário(s)                                                                                                 | Pontuação |
| 1–3; 15 a 17 de setembro de 2017 ; Estádio Pierre-Mauroy, Lille, França; Semifinal do Grupo Mundial; superfície de argila | 1–3; 15 a 17 de setembro de 2017 ; Estádio Pierre-Mauroy, Lille, França; Semifinal do Grupo Mundial; superfície de argila | 1–3; 15 a 17 de setembro de 2017 ; Estádio Pierre-Mauroy, Lille, França; Semifinal do Grupo Mundial; superfície de argila | 1–3; 15 a 17 de setembro de 2017 ; Estádio Pierre-Mauroy, Lille, França; Semifinal do Grupo Mundial; superfície de argila | 1–3; 15 a 17 de setembro de 2017 ; Estádio Pierre-Mauroy, Lille, França; Semifinal do Grupo Mundial; superfície de argila | 1–3; 15 a 17 de setembro de 2017 ; Estádio Pierre-Mauroy, Lille, França; Semifinal do Grupo Mundial; superfície de argila | 1–3; 15 a 17 de setembro de 2017 ; Estádio Pierre-Mauroy, Lille, França; Semifinal do Grupo Mundial; superfície de argila |
| --- | --- | --- | --- | --- | --- | --- |
| Derrota | 1. | II | Individuais | França | Jo-Wilfried Tsonga | 6–7 (4–7), 3–6, 3–6 |
| 1–3; 2–4 de fevereiro de 2018 ; Čair Sports Center, Niš, Sérvia; primeira rodada do Grupo Mundial; superfície de saibro   | | | | | | |
| Derrota | 2. | EU | Individuais | EUA | Sam Querrey | 7–6 (7–4), 2–6, 5–7, 4–6                                                                                                  |
| 4–0; 14–16 de setembro de 2018 ; Kraljevo Sports Hall, Kraljevo, Sérvia; play-off do Grupo Mundial; superfície de saibro  | | | | | | |
| Vitória | 3. | EU | Solteiros | Índia | Ramkumar Ramanathan | 3–6, 6–4, 7–6 (7–2), 6–2                                                                                                  |